# Richardson A. Scurry

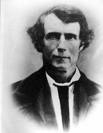
Richardson A. Scurry

Richardson A. Scurry (* 11. November 1811 in Gallatin, Sumner County, Tennessee; † 9. April 1862 in Hempstead, Texas) war ein US-amerikanischer Jurist und Politiker. Zwischen 1851 und 1853 vertrat er den Bundesstaat Texas im US-Repräsentantenhaus.

## Werdegang
Richardson Scurry genoss eine private Schulausbildung. Nach einem anschließenden Jurastudium und seiner um das Jahr 1830 erfolgten Zulassung als Rechtsanwalt begann er in Covington in diesem Beruf zu arbeiten. Später ging er nach Texas, das damals noch Teil von Mexiko war. Er nahm aktiv an der texanischen Unabhängigkeitsbewegung teil und war Soldat im folgenden Freiheitskrieg gegen Mexiko. Scurry war auch Delegierter auf der Versammlung, auf der Texas seine Unabhängigkeit von Mexiko proklamierte. Danach arbeitete er in Clarksville als Rechtsanwalt. Scurry war zeitweise auch Richter am Supreme Court of Texas. Gleichzeitig schlug er eine politische Laufbahn ein. Im Jahr 1844 war er Präsident des Repräsentantenhauses der damals selbständigen Republik Texas. Nach dem Beitritt des Staates zur Union war er am Aufbau der ersten Staatsverwaltung beteiligt. Dabei war er Mitglied der Demokratischen Partei. 
Bei den Kongresswahlen des Jahres 1850 wurde Scurry im ersten Wahlbezirk von Texas in das US-Repräsentantenhaus in Washington, D.C. gewählt, wo er am 4. März 1851 die Nachfolge von David Spangler Kaufman antrat. Bis zum 3. März 1853 konnte er eine Legislaturperiode im Kongress absolvieren, die von den Diskussionen um die Sklaverei geprägt war. Nach dem Ende seiner Zeit im US-Repräsentantenhaus praktizierte Scurry wieder als Anwalt. Er starb am 9. April 1862 in Hempstead an Komplikationen nach einer Beinamputation. Diese war eine Folge eines Unfalls bei einem Jagdausflug im Jahr 1854, bei dem er sich versehentlich in den Fuß geschossen hatte.